# Петя Кокудева
Петя Кокудева е българска писателка на детска литература.

## Биография
Родена е на 17 септември 1982 г. в Смолян. Завършва английска езикова гимназия, а голямата ѝ тийнейджърска мечта е да учи журналистика. Става бакалавър по телевизионна журналистика в Софийския университет „Св. Климент Охридски“, а после завършва магистратура по литература и творческо писане. Работи няколко години като репортер за вестник 168 часа и Дарик радио.
Повече от 15 години е копирайтър в творческите отдели на рекламни агенции. Пише рецензии за детски книги във вестник „Култура“ и е авторка на многобройни пътеписи за издания като
Литературен вестник, Капитал Light, сп. Voyage, сп. Мениджър, вестник СЕГА, сп. ВИЖ! и други. Редакторка е на детски книги.

## Творчество
Петя Кокудева предпочита кратките форми и работи в разнообразни жанрове – стихотворения, диалози, фрагменти от пътешествия. Повече от десетилетие създава книги в тандем с италианската художничка Ромина Беневенти. Дебютната им „Лулу – детски стихотворения за възрастни“ (Жанет 45, 2011) е преиздавана многократно и намира читатели както сред децата, така и сред възрастните. „Малки същества“ е любимата книга на самата авторка, защото в нея намират място като фантастични герои нейните две баби и прадядо ѝ. През 2016 година излиза „Питанки“, a стихотворения от нея са включени в читанки и учебни помагала. През 2018 е издадена „Лупо и Тумба“ – кратки диалози в две части. През 2022 идва „Юху-буху-измислячус“ – с илюстрации на българската художничка Антония Мечкуева. А през 2023 се появява детската история „Изобретенията на мечока Дърабъра“ с илюстрации на Ина Кьорова.
Единствената книга за възрастни на Петя Кокудева е „Поздрави от синята палатка“ (2019, Жанет 45) – кратки истории и фрагменти от пътешествия по света.
Неотменна част от развитието ѝ като автор са нейните дългогодишни редакторки – поетесите Екатерина Йосифова и Надежда Радулова.

## Награди и преводи
Петя Кокудева е носител на 4 национални награди за литература. За първата си книга „Лулу“ получава Специалната награда на Националния конкурс за дебютна литература „Южна пролет“ (2011). „Питанки“ пък ѝ носи Националната награда за детска литература „Константин Константинов“ в категория „Автор“ през 2017. За „Лупо и Тумба 1“ е отличена с Националната награда „Христо Г. Данов“ през 2018, а за „Юху-буху-измислячус“ ѝ връчват Националната награда „Перото“ в категория „Детска литература“ през 2022 година. През 2021 и 2022 година е в топ 10 на най-четените български детски автори в Столична библиотека.
Книги и отделни произведения на Петя Кокудева са преведени на няколко езика: Лупо и Тумба е издадена на немски в eta Verlag (2018), а после и на унгарски през 2020 година. Отделни текстове излизат в издания и антологии на македонски, руски, сръбски, чешки и английски.

## Образователни инициативи
Освен на художествени книги, Петя Кокудева е авторка и на няколко образователни: поредицата за деца от първи до четвърти клас „Вълшебно лято“ (изд. Просвета), както и „Вкусни писма“ (Credo Bonum) – за ценността и уважението към храната. Петя е и преподавателка в курса по творческо писане за детска литература към академия „Заешката дупка“. Води многобройни майсторски класове и работилници по писане с деца из цялата страна. Честа гостенка е на училища в чужбина – била е в Берлин, Кьолн, Люксембург, Неапол, Малта, Украйна. Участва като лектор в редица форуми и конференции за образование – Национална конференция на библиотеките; Международен образователен форум Монтесори; Международна среща на българските училища зад граница, др. През 2017 година Петя Кокудева произнася традиционното слово за 24 май пред Народната библиотека.